# ディスリスペクト
ディスリスペクト（英: disrespect、略: diss、ディス）は、リスペクト（英: respect：名詞で「尊敬、重視」、動詞で「敬う、重んじる」の意味）の対義語で、｢不-｣の意味を示す接頭辞のディス-（dis-）が付されてできた言葉。名詞で「無礼、軽蔑、軽視」や動詞で「無礼なことを言う(為る)、蔑む、軽んじる」などの意味を持つ。
ヒップホップ系の黒人音楽のアーティストやリスナーの間でよく見られる表現で、本来お互いをリスペクトすべきところを、そうしないという文脈で使われる。日本語で、動詞化した「ディスる」、「ディスられる」という表現が日本のHIPHOPリスナーの中で90年代年半ばから後半には定着しており、2000年代後半以降にインターネットスラングとしてもみられたとされる。
また、2007年にヒップホップクルーの練マザファッカーがバラエティ番組の『リンカーン』にて「ディスる」を頻繁に使用したことをきっかけに広まっとも言われる。
文化庁実施の国語に関する世論調査においては、2013年（平成25年）度に調査結果が発表され、「けなす，否定する」という意味で「使うことがある」の割合が5.5%、「聞いたことはあるが使うことはない」が20.1%で「聞いたことがない」が73.7%ということであった。